# اسلوتسبرگ (نیویورک)
اسلوتسبرگ (به انگلیسی: Sloatsburg) یک منطقهٔ مسکونی در ایالات متحده آمریکا است که در شهرستان راکلند، نیویورک واقع شده‌است. اسلوتسبرگ ۶٫۵ کیلومتر مربع مساحت و ۳٬۰۳۹ نفر جمعیت دارد و ۱۰۵ متر بالاتر از سطح دریا واقع شده‌است.